# ورم ويلمز-4
ورم ويلمز-4 (بالإنجليزية: Wilms tumor-4)‏ هوَ بروتين يُشَفر بواسطة جين WT4 في الإنسان.